# Municipio de Robberson No. 1A
El municipio de Robberson No. 1A (en inglés: Robberson No. 1A Township) es un municipio ubicado en el condado de Greene en el estado estadounidense de Misuri. En el año 2010 tenía una población de 553 habitantes y una densidad poblacional de 13,59 personas por km².

## Geografía
El municipio de Robberson No. 1A se encuentra ubicado en las coordenadas 37°23′41″N 93°22′41″O / 37.39472, -93.37806. Según la Oficina del Censo de los Estados Unidos, el municipio tiene una superficie total de 40.69 km², de la cual 40,69 km² corresponden a tierra firme y (0 %) 0 km² es agua.

## Demografía
Según el censo de 2010, había 553 personas residiendo en el municipio de Robberson No. 1A. La densidad de población era de 13,59 hab./km². De los 553 habitantes, el municipio de Robberson No. 1A estaba compuesto por el 98,01 % blancos, el 0,36 % eran afroamericanos, el 0,36 % eran amerindios, el 0,36 % eran de otras razas y el 0,9 % eran de una mezcla de razas. Del total de la población el 0,9 % eran hispanos o latinos de cualquier raza.